# Новосёлова (Махнёвское муниципальное образование)
Новосёлова — деревня в Алапаевском районе Свердловской области России, входящая в Махнёвское муниципальное образование и подчинённая Санкинской сельской администрации.

## Географическое положение
Деревня Новосёлова расположена в 85 километрах (в 153 километрах по дорогам) к северу-северо-востоку от города Алапаевска, на правом берегу реки Туры. В полноводье автомобильное сообщение затруднено.

## Население
| 2002 | 2010 |
| ---- | ---- |
| 50   | ↘42  |

## Скит Среднеуральского женского монастыря
С 2006 года на территории деревни проживают насельники Среднеуральского женского монастыря в честь иконы Божией Матери «Спорительница хлебов», при поддержке духовника монастыря, ныне отлученного от церкви Сергия (Романова). Монастырское поселение характеризуют как женский и мужской скиты, хотя де-юро поселение не оформлено в епархии как «скит».